# Banjarkemantren
Banjarkemantren is een bestuurslaag in het regentschap Sidoarjo van de provincie Oost-Java, Indonesië. Banjarkemantren telt 8363 inwoners (volkstelling 2010).